# Hyllinge kyrka
Hyllinge kyrka, tidigare Hyllinge småkyrka, är en kyrkobyggnad i Hyllinge tillhörande Björnekulla-Västra Broby församling, tidigare Västra Broby församling.

## Kyrkobyggnaden
Kyrkan uppfördes i början av 1980-talet och invigdes 1 november 1981. Kyrkans arkitekt Wolfgang Huebner hade två förebilder till sina ritningar. Den ena förebilden var cistercienserklostrens utformning och utsmyckning och den andra förebilden var skeppet som den kristna kyrkan kan liknas vid.
Ingången är i väster, kyrksalen i norr och församlingssalen i öster. I mitten ligger en inbyggd gård, ett atrium, med pelargångar runtom.
Kyrkorummet har bara två fönster som är högt placerade för att rikta blicken mot det himmelska. Invändigt kännetecknas kyrkan av sparsam färgsättning och utsmyckning.

## Inventarier
- Predikstolen är en ambo av trä som består av en lutad plywoodskiva som vilar på ett skaft med en kryssfot. Tidigare predikstol av furu är undanställd i ett förråd.
- Altartavlan är en textilbonad utförd 1989 av Britt-Inger Lanner i Åstorp. Tavlan har två sidor som vänds vid olika högtider under kyrkoåret.
- Altarkrucifixet är snidat av Wiggo Johansson som är född i Hyllinge. Motivet är Jesus klädd i arbetskläder.
- En dopskål och en dopkanna är tillverkade i saltglaserat keramik av Sven Bolin.
- En kororgel, som köptes in på 2000-talet, är tillverkad av Mårtenssons orgelfabrik i Lund. Orgelfasaden är av ek.
- 2021 bytte kyrkan namn från Hyllinge småkyrka till Hyllinge kyrka.